# Pericrocotus tegimae
El minivet de Riukiu (Pericrocotus tegimae) es una especie de ave paseriforme de la familia Campephagidae endémica del sur de Japón. Anteriormente se consideraba una subespecie del minivet ceniciento (Pericrocotus divaricatus).

## Descripción
El minivet de Riukiu es un ave esbelta, que mide alrededor de 20 cm de largo, con cola larga y pico corto. Sus partes superiores son de color gris oscuro, salvo la frente y una lista en las alas que son blancas. Presenta listas lorales negras. Sus partes inferiores y laterales del cuello son blancos menos el pecho que es gris. Su pico y ojos son negros.

## Distribución
Se encuentra únicamente en las islas Ryūkyū y el sur del archipiélago japonés (la totalidad de la isla de Kyūshū y el extremo suroccidental de Honshū).